# Jacques Loussier
Pour les articles homonymes, voir Loussier.
Jacques Loussier, né à Angers le 26 octobre 1934 et mort à Blois le 5 mars 2019, est un pianiste et compositeur français particulièrement connu pour ses adaptations jazz de l'œuvre de Jean-Sébastien Bach avec le Trio Play Bach. 

## Biographie

### Famille
Jacques Loussier naît à Angers le 26 octobre 1934 dans une famille modeste. Il épouse en 1959 la styliste Sylvie de Tournemire avec laquelle il a cinq enfants : Hélène (née en 1960), Thomas (1962), Jean-Baptiste (1963), Julien (1965),  et Pierre (1969). En 1998, divorcé, il se remarie avec la productrice Elizabeth Note.

### Formation
Il débute le piano à 10 ans. « La première pièce de Bach que j'ai abordée, après 6 mois, je crois, était le Prélude en sol mineur » rapporte le Times en 2022. « Je suis tout simplement tombé amoureux de ce morceau. Je l'ai joué une centaine de fois. Un jour, j'ai commencé à changer la mélodie, puis les harmonies à la main gauche. C'était un instinct naturel. »
À 16 ans, il entre au conservatoire de Paris dans la classe du pianiste Yves Nat. C'est au conservatoire qu'il rencontre Jean-Pierre Eustache, flûtiste avec qui il se lie d'amitié. Un jour, ce dernier a besoin d'un pianiste de remplacement dans une brasserie de Caen où il joue tous les soirs. Il envoie un télégramme à Loussier : c'est le départ de la carrière de celui-ci comme « musicien de jazz ».
Pour s'ouvrir à d'autres styles de musique, il passe ensuite deux ans à Cuba. En France, il accompagne des chanteurs tels que Catherine Sauvage, Léo Ferré, Charles Aznavour ou Frank Alamo.

### Le Trio Play Bach
En 1959, Jacques Loussier crée le Trio Play Bach avec Christian Garros à la batterie et Pierre Michelot à la contrebasse. Le principe : faire swinguer le répertoire de Jean-Sébastien Bach. Grâce à la qualité des arrangements de Loussier, le concept séduit et le succès est durable : 7 millions de disques vendus, et plusieurs disques d'or en France et à l'étranger. Dans les années 1960-1970, il aura donné plus de 3 000 concerts dans plus de 80 pays,, .  Glenn Gould déclarera trouver dans l’album Play Bach « une bonne façon de faire revivre le compositeur allemand ».

### Carrière solo
Musicien éclectique et prolifique, Jacques Loussier compose plus d'une centaine de musiques de films (notamment pour les réalisateurs Yves Ciampi, Jean-Pierre Melville, Jean Delannoy, Michel Audiard ou encore Alain Jessua), de génériques de séries télévisées (comme les célèbres Thierry la Fronde et Vidocq), ou d'habillages d'antenne, comme celui de la nouvelle 3e chaîne. En 1982, l'agence de publicité RSCG utilise un morceau de son album Pulsion comme musique publicitaire pour le spot Des Hommes au service des Hommes d'EdF.

### Le studio Miraval
En 1968, Jacques Loussier achète le château de Miraval, grande bastide de Provence située à Correns dans le Var (France) et entourée d’un domaine de 600 hectares comportant un domaine viticole de 30 hectares du vignoble de Provence. Il y fonde en 1977, en compagnie de Patrice Quef, qui sera son ingénieur du son, le studio Miraval, studio d'enregistrement de classe internationale où Pink Floyd enregistre une grande partie de l'album The Wall, The Cure l'album Kiss Me, Kiss Me, Kiss Me, AC/DC l'album Blow Up Your Video. Viendront également d’autres artistes et d’autres groupes tels que Sade, Courtney Love, The Cranberries, Téléphone, UB40, Level 42, Indochine, Sting, Chris Rea, Judas Priest…
En 1980, il dissocie le Trio Play Bach et se retire au château Miraval où il se consacre alors à la recherche musicale, composant notamment les Suites pour piano et synthétiseurs avec Luc Heller à la percussion, ainsi que les albums Pulsion, Pulsion Sous la mer et Pagan Moon.
En 1998, le disque est en crise, et Jacques Loussier revend le château à l'homme d'affaires américain Tom Bove, qui le revend en 2011 aux acteurs Brad Pitt et Angelina Jolie.

### Reformation du Trio Play Bach et nouvelles aventures

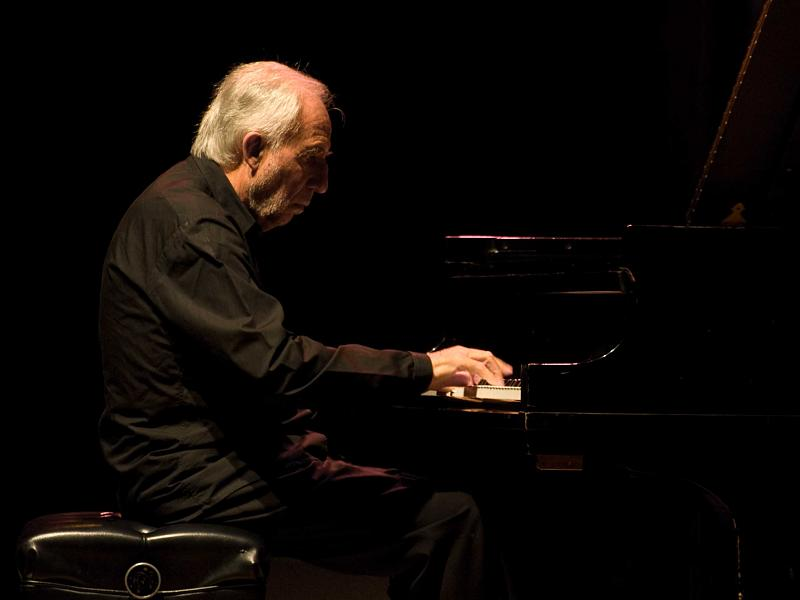
Jacques Loussier en 2008.

En 1985, pour le tricentenaire de la naissance de Bach, Jacques Loussier est sollicité dans le monde entier et reforme le Trio Play Bach avec André Arpino aux percussions et Vincent Charbonnier à la contrebasse.
En 1987, il compose la messe Lumières, pour contre-ténor, soprano, chœur, percussions et orchestre dans le cadre du festival de Paray-le-Monial et, avide d’expériences, il compose dans la foulée un concerto pour trompette, un concerto pour violon et percussion, et les Tableaux Vénitiens, une pièce pour cordes.
En 1989, il écrit pour Serge Golovine et Claude Bessy la musique du ballet des Trois couleurs créé au Grand Palais par l'École de l'Opéra de Paris à l'occasion du Bicentenaire de la Révolution.
Dans les années 1990, après le succès de son adaptation des Quatre Saisons de Vivaldi, il s’intéresse à la musique française du début du XXe siècle, dont les  Gymnopédies d'Erik Satie, le Boléro de Maurice Ravel et en 2000, l’œuvre de Debussy.
Depuis 1998 la contrebasse dans le trio est jouée par Benoît Dunoyer de Segonzac en remplacement de Charbonnier, dont la main gauche a pâti d'un accident vasculaire cérébral.
En 2001 Loussier revient à Bach et enregistre avec son trio Les Variations Goldberg ainsi qu’un CD, Baroque Favorites, composé de grands thèmes de Domenico Scarlatti, Haendel, Albinoni, Alessandro Marcello et Marin Marais.
Il continue son exploration des classiques en adaptant Beethoven, Chopin et Mozart.
En avril 2002, il assigne le rappeur Eminem dont le titre Kill You a plagié Pulsion . Un accord à l'amiable conclut ce litige en 2006,.

### Mort
Jacques Loussier meurt le 5 mars 2019 à Blois et est inhumé à Cour-sur-Loire.

## Décoration
- Commandeur de l'ordre des Arts et des Lettres (2007)[16].

## Œuvres

### Discographie
- 1959 : Play Bach No. 1 (Decca SS 40 500)
- 1960 : Play Bach No. 2 (Decca SSL 40 502)
- 1961 : Play Bach No. 3 (Decca SSL 40 507)
- 1962 : Jacques Loussier Joue Kurt Weill (RCA 430-071)
- 1963 : Play Bach No. 4 (Decca SSL 40.516)
- 1964 : Play Bach No. 5 (Decca SSL 40.205 S)
- 1965 : Play Bach aux Champs-Élysées (coffret Decca, deux albums, SSL40.148)
- 1972 : Dark of the Sun (MGM SE-4544ST)
- 1973 : Jacques Loussier Trio "6 Master Pieces" (Philips 6321-100)
- 1974 : The Jacques Loussier Trio In Concert at the Royal Festival Hall (Philips 6370 550 D)
- 1974 : Jacques Loussier et le Royal Philharmonic Orchestra (Decca PFS 4176)
- 1979 : Pulsion (CBS 84078)
- 1979 : Pulsion sous la mer (Decca 844 060-2)
- 1980 : "Jacques Loussier par Frédéric Chopin / Frédéric Chopin par Jacques Loussier" (CBS 84537)
- 1982 : Pagan Moon (CBS CB271)
- 1986 : Bach to the Future (Start CD SCD2)
- 1986 : Lumières "Messe Baroque du XXIe siècle" (Note Productions CD DECCA NL 425 217-2)
- 1987 : Jacques Loussier Live in Japan (King Records Japan CD original Live K32Y 6172)
- 1987 : Bach to Bach (Start CD Original Live in Japan SMCD 19)
- 1988 : Brandenburg Concertos (Limelight-Japan CD 844 058-2, Decca Record Company)
- 1988 : The Greatest Bach Partita No.1 in B Flat Major BWV 825 – Orchestral Suite No. 2 in B Minor BWV 1067 (Limelight CD 844 059-2, Decca Record Company)
- 1993 : Play Bach 93 Volume 1 (Note Productions CD 437000-2)
- 1993 : Play Bach 93 Volume 2 (Note Productions CD 437000-3)
- 1994 : Play Bach Aujourd'hui  Les Thèmes en Ré (Note Productions CD 437000-4)
- 1997 : Jacques Loussier Plays Vivaldi (Telarc CD 83417)
- 1998 : Satie (Telarc CD 83431)
- 1999 : Ravel's Bolero (Telarc CD 83466)
- 2000 : Bach Book 40th Anniversary (Telarc CD 83474), compilation Play Bach 93
- 2000 : Bach's Goldberg Variations (Telarc CD 83479)
- 2000 : Plays Debussy (Telarc CD 83511)
- 2001 : Baroque Favorites. Jazz Improvisations: Works by Handel, Marais, Domenico Scarlatti, Alessandro Marcello, Albinoni (Telarc CD 83516)
- 2002 : Handel: Water Music & Royal Fireworks (Telarc CD 83544)
- 2003 : Beethoven: Allegretto from Symphony No. 7: Theme and Variations (Telarc CD-83580)
- 2004 : Impressions of Chopin's Nocturnes (Telarc CD-83602)
- 2005 : Mozart Piano Concertos 20/23 (Telarc CD-83628)
- 2006 : Bach: The Brandenburgs (Telarc CD-83644)
- 2014 : Concertos pour violon no 1 et no 2 (Naxos CD 8.573200, avec sonate de Ignacy Paderewski sur le même album)

### Compilations
- 1985 : The Best of Play Bach (Start STL6)
- 1995 : Jacques Loussier Plays Bach (Telarc), compilation Play Bach 93 et Les Thèmes en Ré (Note Productions)
- 2014 : My personal favorites (Telarc)

### Musiques de films
- 1965 : Le Ciel sur la tête d'Yves Ciampi
- 1968 : Le Dernier Train du Katanga de Jack Cardiff
- 1968 : Tu seras terriblement gentille de Dirk Sanders
- 1969 : Une veuve en or de Michel Audiard
- 1971 : Pouce de Pierre Badel
- 1999 : The Deep d'Olivier Klein
- 2009 : Inglourious Basterds (Main Theme from Dark of the Sun)

### Musiques de séries télévisées
- 1963 : générique de la série télévisée Thierry la Fronde
- 1964 : générique de la série télévisée Rocambole
- 1965 : générique de la série télévisée Les Jeunes Années
- 1965 : générique de la série télévisée Foncouverte
- 1966 : générique de la série télévisée Rouletabille
- 1967 : générique de la série télévisée Lagardère
- 1967 : générique de la série télévisée Vidocq
- 1971 : générique de la série télévisée Les Nouvelles Aventures de Vidocq
- 1972 : générique de la troisième chaîne couleur de l'ORTF
- 1976 : générique du téléfilm en deux parties Le Jeune Homme et le Lion
- 1977 : générique de la série télévisée D'Artagnan amoureux
- 1983 : générique de la série télévisée Les Poneys sauvages

### Musiques de publicités
- De 1966 à 1991 : Happiness is a cigar called Hamlet (en) (UK), sur l'Air sur la corde de sol.
- De 1979 à 1981 : EDF (France), sur le thème de Pulsion, au tempo légèrement ralenti.